# 15402 Suzaku
15402 Suzaku è un asteroide della fascia principale. Scoperto nel 1997, presenta un'orbita caratterizzata da un semiasse maggiore pari a 2,4205478 UA e da un'eccentricità di 0,1883576, inclinata di 2,27016° rispetto all'eclittica.
Il nome deriva da suzaku, un immaginario uccello di colore rosso vermiglio che è di guardia alla parte sud di Kyoto.